# Rafael Simó Sancho
Rafael Simó Sancho (Castelló de la Plana, 1985) és un professor i polític valencià, diputat a les Corts Valencianes a la XI Legislatura.
Llicenciat en Matemàtiques per la Universitat de València, ha estat professor associat de didàctica de les matemàtiques al departament d'educació de la Universitat Jaume I de Castelló. Militant del Partit Socialista del País Valencià (PSPV-PSOE), va ser regidor a l'Ajuntament de Castelló de la Plana entre 2015 i 2020 com a responsable de l'àrea d'urbanisme als governs de l'alcaldessa Amparo Marco. El 2020 és nomenat president de l'Autoritat Portuària de Castelló fins a l'any 2023, quan encapçala la candidatura del PSPV-PSOE per la circumscripció de Castelló per a les eleccions a les Corts d'aquell any i obté l'acta de diputat.
L'any 2024 és elegit secretari general de l'agrupació local del partit a Castelló.